# Marwin Reuvers
Marwin Reuvers (Roosendaal, 4 marzo 1999) è un calciatore olandese, centrocampista dell'RBC Roosendaal.

## Caratteristiche tecniche
È un centrocampista centrale.

## Carriera
Cresciuto nel settore giovanile del NAC Breda, in cui milita dal 2012 al 2018. Ha esordito fra i professionisti il 18 agosto 2018 in occasione di un match di Eredivisie vinto 3-0 contro il De Graafschap.
Il 25 settembre successivo disputa da titolare l'incontro di KNVB beker perso 2-0 contro l'RKC Waalwijk.